# 1972 في فرنسا
فيما يلي قوائم الأحداث التي وقعت خلال عام 1972 في فرنسا.

## أحداث
- 9 يوليو – نورماندي العليا
- 9 يوليو – شامبان - أردان
- 9 يوليو – لنكدوك روسيون
- 9 يوليو – بيكاردي
- 9 يوليو – بواتو شارنت
- 9 يوليو – آكيتين
- 9 يوليو – رون ألب
- 9 يوليو – فرانش كونته
- 9 يوليو – ألزاس
- 9 يوليو – أوفرن
- 9 يوليو – ميدي بيرينه
- 9 يوليو – بورغندي
- 9 يوليو – باس نورماندي
- 9 يوليو – نور با دو كاليه
- 9 يوليو – ليموزان

## سياسة

### تعيين في المنصب
- 7 يوليو – جاك شيراك وزير الزراعة والتنمية الريفية.

### انتهاء فترة المنصب
- 5 يوليو – جاك شيراك الوزير المفوض للعلاقات مع البرلمان.
- 6 يوليو – جاك شابان دلماس رئيس الوزراء الفرنسي.
- 7 أغسطس – كريستيان بونسليه نائب فرنسي.

## رياضة
- 1 يناير – بطولة العالم لسباق الدراجات على الطريق 1972
- 1 يناير – دورة فرنسا المفتوحة 1972
- 1 يناير – سباق باريس روبيه 1972 الفائزون باري هوبان، André Dierickx [الإنجليزية]‏، روجر دي فلايمينك.
- 1 يناير – سباق طواف فرنسا 1972 الفائز إيدي ميركس.
- 2 يوليو – جائزة فرنسا الكبرى 1972 الفائز جاكي ستيورات.

## أفلام
من الأفلام التي صدرت هذه السنة في فرنسا:
- 1 يناير – جزيرة الكنز من إخراج جون هوف، Antonio Margheriti [الإنجليزية]‏، أندريا بيانكي.
- 1 يناير – حبكة من إخراج إيف بواسيت [الإنجليزية]‏.
- 1 يناير – سحر البرجوازية الخفي من إخراج لويس بونويل.
- 19 ديسمبر – لاست تانغو في باريس من إخراج برناردو برتولوتشي.

## مواليد

### يناير
- 1 يناير – فابريس بيلارد
- 1 يناير – ليليان تورام لاعب كرة قدم فرنسي.
- 4 يناير – سيلفان ديبلاس
- 9 يناير – رشيد نكاز
- 9 يناير – فريديريك بيسي درّاج طريق فرنسي.
- 11 يناير – ماتياس إينار كاتب فرنسي.

### مارس
- 24 مارس – كريستوف دوغاري لاعب كرة قدم فرنسي.

### أبريل
- 3 أبريل – ساندرين تستو لاعبة كرة مضرب فرنسية.
- 12 أبريل – جوليان لورسي ملاكم فرنسي.
- 23 أبريل – توني شابرون حكم كرة قدم فرنسي.

### مايو
- 1 مايو – هيلين فيليرز
- 15 مايو – ديفيد شارفيت
- 28 مايو – كيارا ماستروياني ممثلة فرنسية.

### يونيو
- 3 يونيو – جان مارك مورميك ملاكم فرنسي.
- 3 يونيو – جولي غاييه
- 19 يونيو – جان دوجردان ممثل فرنسي.
- 20 يونيو – ماري جيار ممثلة فرنسية.
- 23 يونيو – زين الدين زيدان لاعب ومدرب كرة قدم فرنسي.
- 28 يونيو – سمير أميرش لاعب كرة قدم جزائري.

### يوليو
- 5 يوليو – جيل لولوش
- 8 يوليو – سيباستيان نادوت مؤرخ فرنسي ، كاتب وسياسي.
- 21 يوليو – ماكان ديوماسي لاعب كرة سلة فرنسي.
- 24 يوليو – سالم حرشاش لاعب كرة قدم.

### أغسطس
- 4 أغسطس – أودري أزولاي سياسية فرنسية.
- 5 أغسطس – ماكسينس فلاتشيز
- 13 أغسطس – مايكل سينترنيكلاس

### سبتمبر
- 13 سبتمبر – أوليفييه إكوافني
- 19 سبتمبر – أولريش راميه لاعب كرة قدم فرنسي.
- 22 سبتمبر – سيرج بلان لاعب كرة قدم فرنسي.
- 26 سبتمبر – سيريل بوس دراج فرنسي.

### أكتوبر
- 4 أكتوبر – كريستوف سانتشيز لاعب كرة قدم فرنسي.
- 6 أكتوبر – أريك جولي لاعب كرة قدم فرنسي.
- 15 أكتوبر – ماتيو ديمي

### نوفمبر
- 28 نوفمبر – باولو فيغيريدو لاعب كرة قدم أنغولي.
- 29 نوفمبر – نيكولاس تومان لاعب كرة مضرب فرنسي.

### ديسمبر
- 1 ديسمبر – كلوي مونس
- 3 ديسمبر – لوران رو درّاج طريق فرنسي.
- 5 ديسمبر – ستيفان بارت درّاج طريق فرنسي.
- 9 ديسمبر – فابريس سانتورو لاعب كرة مضرب فرنسي.
- 13 ديسمبر – كلود أرنو ريفينيت لاعب كرة قدم فرنسي.
- 22 ديسمبر – فانيسا بارادي
- 31 ديسمبر – غريغوري كوبيه لاعب كرة قدم فرنسي.

## وفيات

### يناير
- 1 يناير – بول موترد (مواليد 1892)
- 1 يناير – موريس شيفالييه (مواليد 1888)

### أغسطس
- 24 أغسطس – لوسيان ريباتيه (مواليد 1903) كاتب فرنسي.
- 25 أغسطس – كورت إيلنفيلد (مواليد 1901) ناشر ألماني.

### ديسمبر
- 2 ديسمبر – آرثر ريتشاردز (مواليد 1890) سياسي فرنسي.
- 15 ديسمبر – فرانسوا بوربوت (مواليد 1913) لاعب كرة قدم فرنسي.